# Euspondylus nellycarrillae
Euspondylus nellycarrillae är en ödleart som beskrevs av  Köhler och LEHR 2004. Euspondylus nellycarrillae ingår i släktet Euspondylus och familjen Gymnophthalmidae. Inga underarter finns listade i Catalogue of Life.